# Herderschule Lüneburg
Die Herderschule Lüneburg ist eines von vier Gymnasien der Hansestadt Lüneburg. Sie liegt heute am Ochtmisser Kirchsteig in Lüneburg.

## Geschichte
Ab 1945 wuchs die Einwohnerzahl der Stadt Lüneburg sprunghaft an, entsprechend mussten die beiden bestehenden Gymnasien Johanneum und Wilhelm-Raabe-Schule erheblich mehr Schüler aufnehmen. In der Folge wurde am 20. Juli 1950 der Schulverein Höhere Privatschule Lüneburg gegründet.
Die Privatschule war zunächst in wechselnden Gebäuden im Stadtgebiet untergebracht und wurde schließlich 1951 in ein Bauernhaus im Lüneburger Stadtteil Ochtmissen (bis 1974 eigenständige Gemeinde) umgesiedelt. Auf Grund weiter steigender Schülerzahlen wurden 1954 im Stadtgebiet (am Lüner Damm 12) zusätzliche Räume angemietet. Um den Unterricht an einem Standort zu bündeln, wurden in den Jahren 1955 bis 1956 Flüchtlingsbaracken aus Neetze gekauft und in Ochtmissen wieder aufgebaut.
1959 übernahm die Stadt Lüneburg die Schulträgerschaft, somit war die Herderschule keine Privatschule mehr. Aus dem ehemaligen Schulverein Höhere Privatschule Lüneburg erwuchs der Verein der Eltern und Freunde der Herderschule e. V. 1967 wurde am Ochtmisser Kirchsteig 27 in Lüneburg mit dem Bau des bis heute genutzten Schulgebäudes begonnen. Es wurde am 1. August 1969 eröffnet und ersetzte den Standort Ochtmissen vollständig. Seit dem Jahr 2004 werden die Klassen des 9. Jahrgangs wegen Platzmangels im Hauptgebäude in dem Gebäude der Christianischule (Oberschule) am Kreideberg untergebracht.
Der Standort am Ochtmisser Kirchsteig wurde seitdem erweitert und aufwändig saniert.

### Schulleiter
Die Herderschule hatte bisher folgende Schulleiter:
- 1950–1970 Friedrich Biens
- 1970–1977 Helmut Brückner
- 1978–1999 Linus Hornig
- 1999–2005 Horst Homburg
- 2005–2014 Michaela Tauffenbach
- 2014–2016 Hans-Christian Höhne (kommissarisch)
- seit 2016 Thorsten Schnell

## Schulgebäude
Die Schule ist heute in einem zusammenhängenden Gebäudekomplex untergebracht, welcher sich in mehrere Teile gliedert. Das Hauptgebäude ist ein dreistöckiger Flachdachbau, in dem die meisten Klassenräume, Fachräume sowie die Verwaltung, die Schulmensa und eine Bibliothek (Selbstlernzentrum) untergebracht sind. Das Hauptgebäude umschließt einen großen mit Bäumen und Büschen bepflanzten Innenhof.
Auf der Südseite erstreckt sich ein einstöckiger Flachdachbau, welcher sich auf Grund des abschüssigen Geländes allerdings auf der Ebene des 1. Untergeschosses des Hauptgebäudes befindet. In diesem Bereich sind die Musikräume, ein Werkraum sowie eine Gymnastikhalle und eine Sporthalle untergebracht.
Direkt am Ochtmisser Kirchsteig liegt die Aula der Herderschule, darunter befindet sich ein Keller für Fahrräder und eine Fahrradwerkstatt.
Im Jahr 2004 wurde als Reaktion auf die Abschaffung der Orientierungsstufe in Niedersachsen ein Anbau für die zusätzliche aufzunehmenden Jahrgangsstufen 5 und 6 errichtet. Er umfasst acht Klassenräume.

### Ausstattung
Neben universell verwendbaren Klassenräumen ist die Herderschule mit verschiedenen Fachräumen ausgestattet. Dazu gehören zwei Musikräume, zwei Kunsträume, ein Werkraum mit angeschlossener Werkstatt, zwei Chemieräume, zwei Physikräume, zwei Biologieräume, ein fachübergreifend nutzbarer Naturwissenschaftsraum und ein Computerraum. Es gibt zwei Sporthallen (eine Gymnastikhalle und eine Turnhalle) sowie eine Schulmensa. Die Aula der Herderschule wird für diverse inner- und außerschulische Veranstaltungen und den Unterricht der Fachschaft Darstellendes Spiel genutzt.

### Sanierung
Im Jahr 2002 sollten die Fenster im Hauptgebäude ersetzt werden, dabei wurde eine erhebliche Belastung durch PCB festgestellt. Einige Räume mussten für den Schulbetrieb gesperrt werden. Stück für Stück wurde nahezu jeder Bereich der Schule entkernt und saniert. Ein Teil des Schulhofs wurde dabei zu einer Außenbühne umgebaut. In diesem Bereich wurde in den Jahren 2017/2018 eine Erweiterung der bestehenden Mensa realisiert. Die Sanierungsmaßnahmen sind bis heute (Stand: Ende 2018) nicht abgeschlossen, da noch keine Lösung für die Aula gefunden wurde. Die verschiedenen Interessensgruppen diskutieren derzeit über die verschiedenen Möglichkeiten wie Neubau, Sanierung oder Abriss.

## Schulleben

### Sprachen
An der Herderschule werden derzeit die Fremdsprachen Englisch, Latein, Französisch und Spanisch gelehrt. Zudem gab es in der Vergangenheit eine Arbeitsgemeinschaft Plattdeutsch.

### Wahlpflichtunterricht (WPU)
In den Jahrgangsstufen 8–10 belegen die Schüler zusätzliche Kurse aus einem vorher gewählten Schwerpunkt. Diese Kurse grenzen sich vom konventionellen Unterricht ab und ähneln eher fachübergreifender Projektarbeit. Der Wahlpflichtunterricht ist derzeit in fünf Bereich gegliedert, die Schüler wählen einen davon verbindlich für drei Schuljahre.
| Säule | Titel                                             | Unterrichtsfächer                                                                 |
| ----- | ------------------------------------------------- | --------------------------------------------------------------------------------- |
| A     | Unterwegs in Natur und Fortschritt                | Physik, Biologie, Sport, Mathematik, Informatik, Chemie                           |
| B     | Unterwegs im Spiel                                | Musik, DSP, Sport, Kunst                                                          |
| C     | Unterwegs in Gesellschaft                         | Deutsch, Erdkunde, Geschichte, Politik-Wirtschaft, Werte und Normen, Global Goals |
| D     | Unterwegs in Kulturen (Französisch oder Spanisch) | Sprachenvielfalt/Kulturvielfalt in Deutschland/Europa/der Welt                    |
| E     | Unterwegs in der Römerwelt                        | Latein                                                                            |

### Austauschprogramme
Die Herderschule pflegt Partnerschaften mit unterschiedlichen Schulen im Ausland, damit verbunden sind regelmäßige Austauschfahrten. Teilweise finden diese auf Grund der fehlenden Resonanz an den Partnerschulen auch nur unregelmäßig statt. Zu den Partnerschule gehören:
- Roseburg Highschool, Oregon, USA (Jahrgang 10) – Austauschprogramm im Rahmen von GAPP.
- Mart-Reiniku-Schule, Tartu, Estland (Jahrgang 9–11)
- Jaan-Poska-Gymnasium, Tartu, Estland (Jahrgang 9–11)
- Saint Albans High School For Girls, Hertfordshire, Großbritannien (Jahrgang 8/9)
- Lycée Porte-Océane, Le Havre, Frankreich (Jahrgang 9)
- Collège de Penn ar C’hleuz, Brest, Frankreich (Jahrgang 8)
- Instituto IES Alto Conquero, Huelva, Spanien (Jahrgang 9)

In der Regel findet alle ein bis zwei Jahre eine Austauschfahrt statt.

### Soziales Engagement
Die Schüler der Herderschule engagieren sich sowohl innerschulisch als auch außerschulisch. Zu den wichtigsten Programmen gehören:
- Schule ohne Rassismus – Schule mit Courage
- Mediatorenprogramm
- Amnesty International
- Schülermedientrainer

sowie außerschulisch:
- Deckel-Sammeln zur Finanzierung von Polioimpfungen[11]
- Fahrrad-Spendensammlung für Flüchtlinge[13]

Darüber hinaus gibt es an der Herderschule ein breites Angebot an Arbeitsgemeinschaften, welche zum Teil durch Lehrer und zum Teil durch Schüler organisiert werden. Sie erweitern den Unterricht in technischen, sozialen, kulturellen, sportlichen und naturwissenschaftlichen Aspekten.

## Trivia
Das deutsche Rhythm-’n’-Noise-Musikprojekt KiEw wurde 1990 von Herderschülern gegründet und setzte sich mit einer Ausnahme bis heute (Stand: Februar 2024) aus ehemaligen Herderschülern zusammen. Das bislang einzige geplante Konzert der Band an der Herderschule am 4. Februar 1995 wurde kurzfristig abgesagt.

## Bekannte Schüler
- Bernd Althusmann (* 1966), Politiker (CDU)
- Hanna-Marie Hofmann (* 2004), Schauspielerin
- Thomas Walther (* 1943), Jurist
- Volker-Gerd Westphal (* 1965), politischer Beamter (SPD)
- Jorrit Bosch (* 1997), Bundestagsabgeordneter (Die Linke)

## Belege
1. 1 2 3 4  Jessica Schirmer, Annette Sprung-Reimann: Herderschule Lüneburg: Bauen für die Zukunft. Hrsg.: Herderschule Lüneburg. Lüneburg, S. 3–5.
2. ↑  Herderschule Lüneburg (Hrsg.): Jahrbuch 2010 – Gymnasium Herderschule Lüneburg. Lüneburg 2010, S. 38.
3. ↑  Gymnasium Herderschule (Hrsg.): Jahrbuch 2010 – Gymnasium Herderschule Lüneburg. Lüneburg 2010, S. 21–22.
4. ↑  Herderschule verliert ihren zweiten Mann. In: landeszeitung.de. 17. Juni 2017, ehemals im Original (nicht mehr online verfügbar); abgerufen am 23. Dezember 2018. (Seite nicht mehr abrufbar. Suche in Webarchiven)
5. ↑  Herderschule hat wieder einen Direktor. In: landeszeitung.de. 5. August 2016, archiviert vom Original (nicht mehr online verfügbar) am 28. Dezember 2018; abgerufen am 23. Dezember 2018.  Info: Der Archivlink wurde automatisch eingesetzt und noch nicht geprüft. Bitte prüfe Original- und Archivlink gemäß Anleitung und entferne dann diesen Hinweis.
6. ↑  Gymnasium Herderschule (Hrsg.): Jahrbuch 2010 – Gymnasium Herderschule Lüneburg. Lüneburg 2010, S. 18/19.
7. ↑  Jessica Schirmer, Annette Sprung-Reimann: Herderschule Lüneburg: Bauen für die Zukunft. Hrsg.: Herderschule Lüneburg. Lüneburg, S. 6–16.
8. ↑  Die Sorge vor dem Schuhkarton. In: landeszeitung.de. 15. September 2017, ehemals im Original (nicht mehr online verfügbar); abgerufen am 23. Dezember 2018. (Seite nicht mehr abrufbar. Suche in Webarchiven)
9. ↑  Gymnasium Herderschule Lüneburg – Unterricht. Archiviert vom Original (nicht mehr online verfügbar) am 24. Januar 2019; abgerufen am 23. Dezember 2018.  Info: Der Archivlink wurde automatisch eingesetzt und noch nicht geprüft. Bitte prüfe Original- und Archivlink gemäß Anleitung und entferne dann diesen Hinweis.
10. ↑  Gymnasium Herderschule Lüneburg – Auslandskontakte. Archiviert vom Original (nicht mehr online verfügbar) am 24. Januar 2019; abgerufen am 23. Dezember 2018.  Info: Der Archivlink wurde automatisch eingesetzt und noch nicht geprüft. Bitte prüfe Original- und Archivlink gemäß Anleitung und entferne dann diesen Hinweis.
11. 1 2  Gymnasium Herderschule Lüneburg – Aktuelle Informationen. Archiviert vom Original (nicht mehr online verfügbar) am 24. Januar 2019; abgerufen am 23. Dezember 2018.  Info: Der Archivlink wurde automatisch eingesetzt und noch nicht geprüft. Bitte prüfe Original- und Archivlink gemäß Anleitung und entferne dann diesen Hinweis.
12. 1 2  Gymnasium Herderschule Lüneburg – Arbeitsgemeinschaften. Archiviert vom Original (nicht mehr online verfügbar) am 24. Januar 2019; abgerufen am 23. Dezember 2018.  Info: Der Archivlink wurde automatisch eingesetzt und noch nicht geprüft. Bitte prüfe Original- und Archivlink gemäß Anleitung und entferne dann diesen Hinweis.
13. ↑  Auf zwei Rädern durch die Stadt – Herderschüler übergeben Flüchtlingen Fahrräder aus Spendenaktion. In: landeszeitung.de. 26. März 2015, ehemals im Original (nicht mehr online verfügbar); abgerufen am 23. Dezember 2018. (Seite nicht mehr abrufbar. Suche in Webarchiven)
14. ↑  Termine aller Auftritte.